# Poljanica Okićka
 Poljanica Okićka  falu Horvátországban Zágráb megyében. Közigazgatásilag Klinča Selához tartozik.

## Fekvése
Zágráb központjától 24 km-re délnyugatra, községközpontjától 8 km-re északnyugatra a Plešivica hegyei között egy fennsíkon fekszik.

## Története
A falunak 1857-ben 106, 1910-ben 165 lakosa volt. Trianon előtt Zágráb vármegye Jaskai járásához tartozott. Lakosságának száma az 1960-as évektől drámaian visszaesett. 2001-ben a falunak már csak 12 állandó lakosa volt.

## Lakosság
| Lakosság változása | Lakosság változása | Lakosság változása | Lakosság változása | Lakosság változása | Lakosság változása | Lakosság változása | Lakosság változása | Lakosság változása | Lakosság változása | Lakosság változása | Lakosság változása | Lakosság változása | Lakosság változása | Lakosság változása |
| ------------------ | ------------------ | ------------------ | ------------------ | ------------------ | ------------------ | ------------------ | ------------------ | ------------------ | ------------------ | ------------------ | ------------------ | ------------------ | ------------------ | ------------------ |
| 1857               | 1869               | 1880               | 1890               | 1900               | 1910               | 1921               | 1931               | 1948               | 1953               | 1961               | 1971               | 1981               | 1991               | 2001               |
| 106                | 119                | 114                | 143                | 149                | 165                | 151                | 170                | 183                | 187                | 129                | 64                 | 29                 | 20                 | 12                 |

## Külső hivatkozások
- Klinča Sela község hivatalos oldala
- Az okicsi Szűz Mária plébánia hon lapja